# NK Mura
El Nogometni Klub Mura fue un equipo de fútbol de Eslovenia que alguna vez militó en la Prva SNL, la liga de fútbol más importante del país.

## Historia
Fue fundado en el año 1924 en la ciudad de Murska Sobota por el Congreso de la Alcaldía de la ciudad en el Hotel Dobraj, siendo uno de los primeros equipos de la Región de Prekmurje. Fue considerado uno de los equipos grandes de Eslovenia y poseedor de uno de los grupos de aficionados más grandes del país.
Su época más gloriosa llegó en la década de 1990 luego de la separación de Yugoslavia, ganando la Copa de Eslovenia 1 vez en 2 finales jugadas, 2 subcampeonatos de liga y jugó la Supercopa 1 vez y tuvo en su principal rival al NK Maribor en el llamado Derby del Noreste.
A nivel internacional participó en 4 torneos continentales, en los cuales jamás superó las Ronda Clasificatorias.
El equipo desapareció en el año 2004 luego de que el equipo fracasara en el intento de obtener los permisos para jugar en la Asociación de Fútbol de Eslovenia, aunque les permitieron jugar en la Temporada 2004/05, terminando en octavo lugar.
El equipo ND Mura 05, fundado en el año 2005, reclama los derechos de sucesión y de reconocimiento de los logras del Nogometni Klub Mura, tanto así que los colores del equipo y el uniforme son iguales al equipo antecesor, aunque legalmente no han sido considerados como sucesores y la Asociación de Fútbol de Eslovenia los toma como equipo separados.

## Palmarés
- Liga de la República de Eslovenia: 1

1969/70
- Prva SNL: 0
  - Subcampeón: 2

1993/94, 1997/98
- Copa de la República de Eslovenia / Copa de Eslovenia: 2

1974/1975, 1994/95
- - Finalista: 1

1993/94
- Super Copa de Eslovenia: 0
  - Finalista: 1

1995

## Participación en competiciones de la UEFA
| Temporada | Torneo                | Ronda            | Club                | Resultado |
| --------- | --------------------- | ---------------- | ------------------- | --------- |
| 1994–95   | UEFA Cup              | Preliminar       | FC Aarau            | 0–1, 0–2  |
| 1995–96   | UEFA Cup Winners' Cup | Clasificatoria   | FK Žalgiris Vilnius | 0–2, 2–1  |
| 1996–97   | UEFA Cup              | Clasificatoria 1 | FK Bečej            | 0–0, 2–0  |
| 1996–97   | UEFA Cup              | Clasificatoria 2 | Lyngby FC           | 0–0, 0–2  |
| 1998–99   | UEFA Cup              | Clasificatoria 1 | FK Daugava Riga     | 6–1, 2–1  |
| 1998–99   | UEFA Cup              | Clasificatoria 2 | Silkeborg IF        | 0–0, 0–2  |